# Wilhelm Brasse

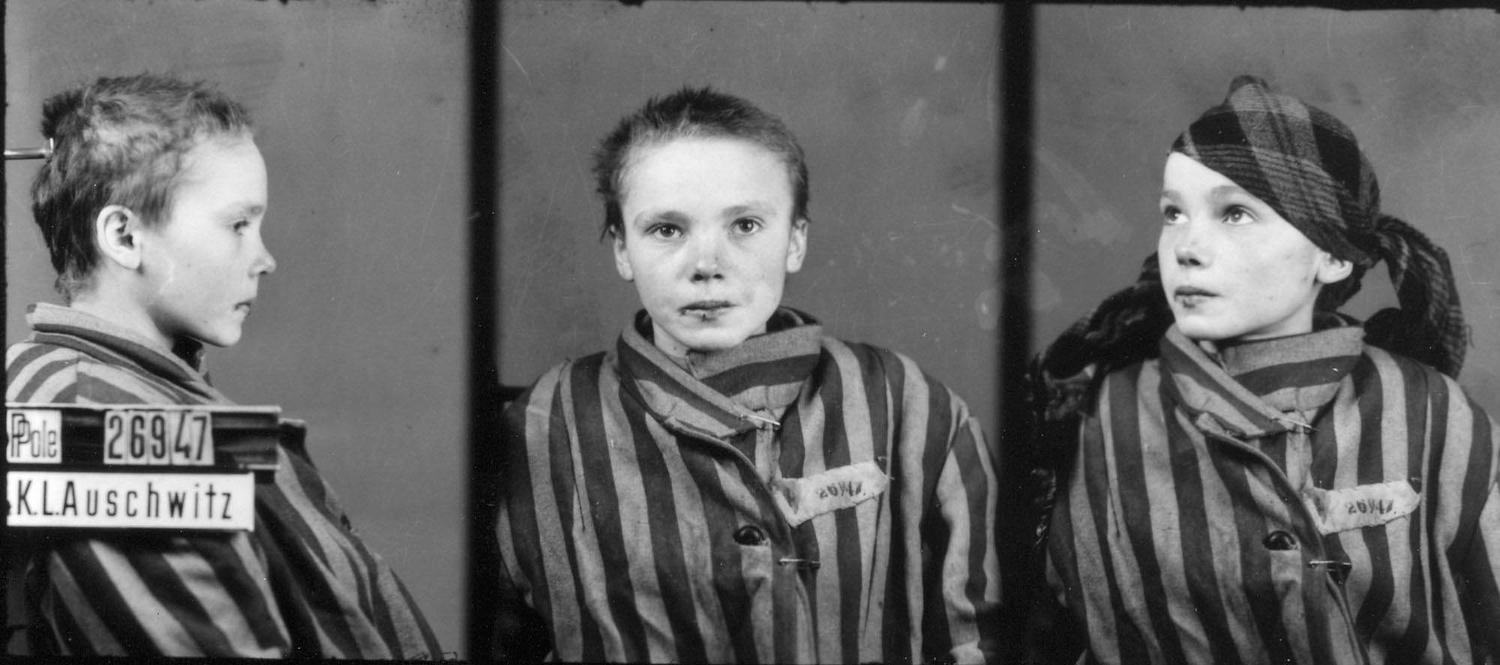
Fotografie uvězněné polské dívky Czesławy Kwoka pořízená Wilhelmem Brassem v Osvětimi

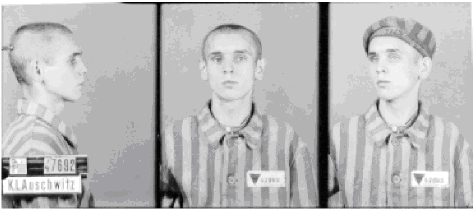
Buchalik Ernest, kt Osvětim

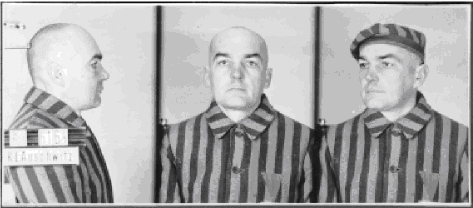
Augustyn Teodor, kt Osvětim

Wilhelm Brasse (3. prosince 1917 Żywiec – 23. října 2012 Żywiec) byl polský portrétní fotograf. Během druhé světové války byl poslán do německého koncentračního tábora Osvětim jako vězeň č. 3444, kde jménem SS pořizoval tajnou fotografickou dokumentaci. Ta mimo jiné spočívala v portrétování vězňů, kteří přijeli do tábora. Jeho život a práce byly předmětem polského televizního dokumentárního filmu Portrétista z roku 2005, který se poprvé představil v seriálu „Hrdý na současnost“ na polské televizní stanici TVP1 1. ledna 2006.

## Životopis
Brasse měl smíšený rakousko-polský původ. Narodil se jako vnuk Alberta Charlese Brasse z Alsaska, který pracoval jako zahradník pivovaru v Żywcu, který byl v majetku rodu Habsburků. Jeho matka byla Polka a jeho otec vášnivý patriot, účastník války s bolševiky v roce 1920. Profesi fotografa se učil od roku 1935 v ateliéru „Foto-Korekt“ v Katovicích v ulici 3. května, patřící jeho tetě, kde pořizoval portréty, podobenky a svatební fotografie.
Po vypuknutí druhé světové války, německé invazi do Polska v roce 1939 a okupaci jeho rodného města Brasse Żywiec v jižním Polsku byl vyslýchán Schutzstaffelem (SS). Odmítl přísahat věrnost Hitlerovi a byl uvězněn na tři měsíce. Po propuštění stále odmítal kapitulovat, nechtěl podepsat Volkslist ani nucené členství v německé armádě. Brzy poté odešel do Krynice, kde nějakou dobu pracoval ve fotolaboratoři.
Přes oblast Bieszczady se chtěl dostat do Maďarska, ale byl na hranicích spolu s několika dalšími mladými muži zatčen a 27. března 1940 uvězněn v Sanoku. Dne 30. srpna 1940 byl deportován do nacistického koncentračního tábora Osvětim, kde dostal vězeňské číslo 3444. Bylo to krátce poté, co byl tábor otevřen. Během transportu do tábora ve městě Tarnów mu Němci znovu nabídli podepsat Volkslist, ale Brasse znovu odmítl. Nejprve byl nasměrován na komando kopající základy nových budov a stavění silnic z krematoria na stanici, kde byl brzy povýšen na vrchního tlumočníka. Poté pracoval v komandu pro překládku uhlí a koksu a poté v obchodě s bramborami.
Když se Němci dozvěděli o jeho řemeslných schopnostech z ateliéru i laboratoře, stal se hlavním fotografem tábora. V únoru 1941, poté, co byl povolán do kanceláře Rudolfa Hösse, velitele Osvětimi, spolu se čtyřmi dalšími fotografy, a vyzkoušen z „fotografických dovedností“, byl vybrán konkrétně díky svým „laboratorním dovednostmi“ a „technické schopnosti práce s fotoaparátem“ a za jeho schopnost mluvit německy. Poté dostal rozkaz dokumentovat nacistické vězně v táboře v „Erkennungsdienst, fotografické identifikační jednotce“, což bylo zvláštní zpravodajské komando politického oddělení (Gestapo), které vedl Bernhard Walter. Od 5. února 1941 Brasse fotografoval „práci vězňů, vězeňské lékařské pokusy a portréty vězňů do spisů“. Pořizoval portréty nově příchozích vězňů určených pro záznam tábora. Brasse na Mengeleho žádost pořídil pro každého vězně sérii tří fotografií: z profilu, zepředu hledící do objektivu a šikmo pod úhlem v jeho pokrývce hlavy. Stávalo se, že jich přes noc musel vyrobil tisíc nebo i více, protože ráno měl dorazit další transport. Kromě toho fotografoval vše, od práce vězňů až po soukromá setkání Němců s rodinami i lékařské snímky. Podle svého odhadu udělal od roku 1940 do roku 1945 pořídil 40 000 až 50 000 identifikačních fotografií, než byl přestěhován do jiného koncentračního tábora v Rakousku, kde byl americkými silami v květnu 1945 osvobozen. Němci, kteří v osvětimském táboře pracovali, ho respektovali, protože chtěli svým rodinám poslat pěkné fotografie. Potkal také Josefa Mengeleho – slavného „Anděla smrti“, kterého si pamatoval jako dobrého muže. Mengele měl jeho fotografie rád a chtěl, aby vyfotografoval také některá dvojčata a lidi s vrozenými poruchami. Brasse měl tak možnost pracovat na ošetřovně, ve které Mengele „experimentoval“.
I když je těžké říci, které snímky pořídil Brasse, protože fotografie z tábora zpravidla neobsahují jméno fotografa,... Jarosław Mensfelt, mluvčí muzea Auschwitz-Birkenau, říká, že bylo pořízeno asi 200 000 takových obrázků, s připojeným jménem, národností a profesí.... Dochováno je asi 40 000 těchto snímků, některé s identifikačními kartami, a 2 000 z nich je vystaveno v muzeu... další jsou v památníku izraelského holocaustu Jad vašem.

Poté, co Sověti vstoupili do Polska, během Viselsko-oderské operace, od 12. ledna do 2. února 1945, byl Brasse spolu s tisíci dalšími osvětimskými vězni násilně přemístěn do koncentračního tábora v Ebensee, rakouském podvýboru koncentračního tábora Mauthausen (v poslední oblasti stále ovládané nacisty), kde zůstal vězněn, dokud ho americké ozbrojené síly neosvobodily na začátku května 1945. Během evakuace tábora ignoroval rozkaz spálit všechny fotografie a uchránil více než 40 000 fotografií, které později sloužily jako důkazy v nacistických soudech. Po osvobození Američany obdržel potřetí návrh na změnu svého občanství – „Zůstaň tady. Tam už jsou bolševici. Pokud budete chtít, budeš Němec, Angličan nebo Američan“. Opět návrh odmítl a vrátil se do Żywiec.
Chtěl se vrátit k profesi fotografa, ale po několika pokusech to vzdal – když se podíval na někoho skrz objektiv fotoaparátu, vždy viděl vězně z Osvětimi. Kvůli vracejícím se nočním můrám už nikdy nechtěl vzít fotoaparát do rukou, už nikdy nepořídil žádnou další fotografii. Opustil fotografii a založil „středně prosperující“ obchod s uzeninami. O své funkci táborového dokumentárního fotografa se přes šedesát let nikomu nezmínil. Stal se živnostníkem a nikdo dlouho neznal jeho minulost.
Wilhelm Brasse zemřel v Żywcu 23. října 2012 ve věku 94 let. Byl ženatý, měl dvě děti a pět vnoučat a žil se svou ženou až do své smrti. Jeho smrt byla oznámena historikem Státního muzea v Osvětimi.

## „Portrétista“
O několik let později se o jeho práci dozvěděli izraelští historici a od nich se o Brassovi dozvěděl dokumentarista Ireneusz Dobrowolski. Několik let tento režisér sbíral materiály pro dokumentární film Portrétista (polsky Portrecista, Polsko, 2005), který vypráví o Brassovi a jeho práci v Osvětimi. „Zpověď“ Wilhelma Brasse před kamerou trvala 10 dní. Jeho délka je 52-minut v režii Ireka Dobrowolskiho a produkovaný Annou Dobrowolskou. Poprvé byl uveden na polské televizní stanici TVP1 1. ledna 2006 v pořadu Hrdý na současnost. Premiéru ve West London Synagogue v Londýně měl film 19. března 2007 a byl tak populární že se na základě velké poptávky diváků uskutečnilo druhé promítání 22. dubna 2007. Ve filmu Brasse popisuje „příběh některých obrázků v archivu muzea Auschwitz, které si pamatuje.“
Jak synopse filmu zdůrazňuje, po pořízení desetitisíců fotografií z let 1940 až 1945, dokumentujících „krutost, která přesahuje všechna slova... pro budoucí generace“, Brasse již nemohl pokračovat ve své profesi.
Fergal Keane souhlasí, že „Brasse nám zanechal silný odkaz ve fotografiích. Díky nim můžeme vidět oběti holocaustu jako lidské, nikoli statistické.... Fotografie jsou dílem muže, který bojoval, aby svou lidskost udržel naživu v místě nepředstavitelného zla.“

## Czesława Kwoka

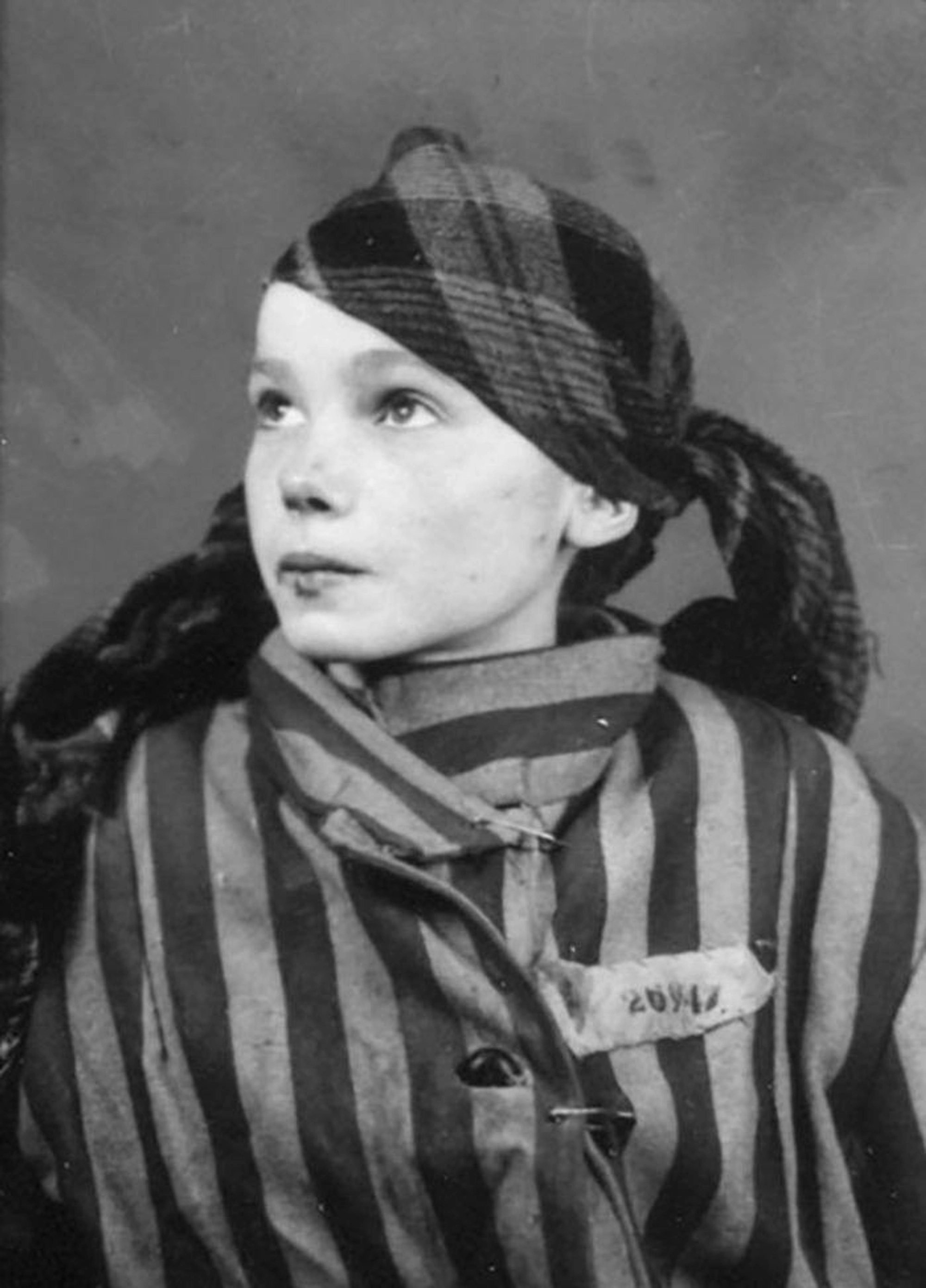
Czesława Kwoka, Osvětim

Czesława Kwoka (15. srpna 1928 Wólka Złojecka – 12. března 1943 Osvětim) byla polská katolická dívka, která byla zavražděna ve svých čtrnácti letech v Osvětimi. Narodila v malé polské vesnici Wólka Złojecka katolické matce Katarzyně Kwoka. Spolu se svou matkou (číslo vězně 26946) byla Czesława Kwoka (číslo vězně 26947) deportována ze Zamośće do Osvětimi 13. prosince 1942. Dne 18. února 1943 byla zavražděna její matka. Dne 12. března 1943 Czesława Kwoka zemřela. Okolnosti její smrti nebyly zaznamenány. Bylo jí 14 let.
Při pohledu na její fotografii popsal své vlastní dojmy z fotografií dokumentarista Fergal Keane:
Ještě celé dny po prohlížení fotografií jsem nemohl setřást ten dívčí výraz z mé mysli. Bylo jí asi 14 let a dívala se přímo do fotoaparátu. Dívka do tábora dorazila teprve nedávno. Na jejím spodním rtu je poranění. Její oči zírají přímo do objektivu a strach z nich se přenáší ještě po celá desetiletí. Ale dokud mi Wilhelm Brasse neřekl svůj mimořádný příběh, neměl jsem ani ponětí, jak se fotografie rodila. Jeho hlas se chvěje, když vypráví, co se stalo.

Byla tak mladá a vyděšená. Dívka nechápala proč tam byla, a nemohla pochopit, co jí říkali.
Byla tam žena, jmenovala se Kapo, byla to vězeňská dozorkyně. Vzala do ruky hůl a bila ji po tváři. Tato německá žena si právě na dívku vylévala svou zlost. Tak krásná mladá dívka, tak nevinná. Plakala, ale nemohla nic udělat.

Před pořízením fotografie si dívka usušila slzy a setřela krev z poraněného rtu. Abych vám řekl pravdu, cítil jsem, jako bych já sám byl zmlácen, ale nemohl jsem zasahovat. Bylo by to pro mě fatální. Nemůžeš nikdy nic říci.

Fotografie Czesławy a další Brassovy fotografie kolorovala brazilská umělkyně Marina Amaral. V roce 2018 Amaral obarvila dvacet archivních fotografií vězňů z koncentračního tábora Osvětim pod názvem Tváře Osvětimi. Projekt byl ve spolupráci s muzeem Osvětim-Birkenau.

## Galerie

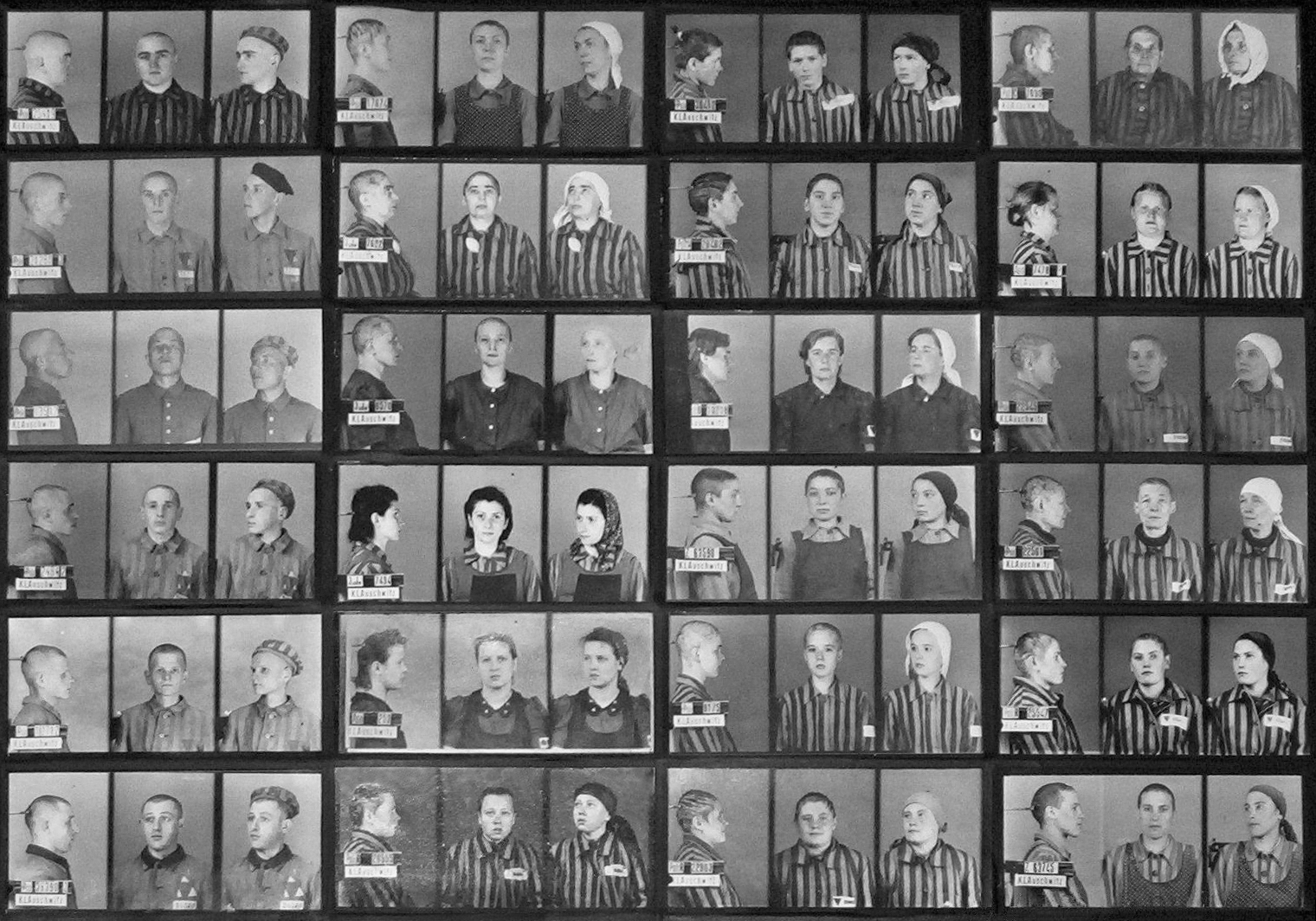
Koncentrační tábor Auschwitz-Birkenau
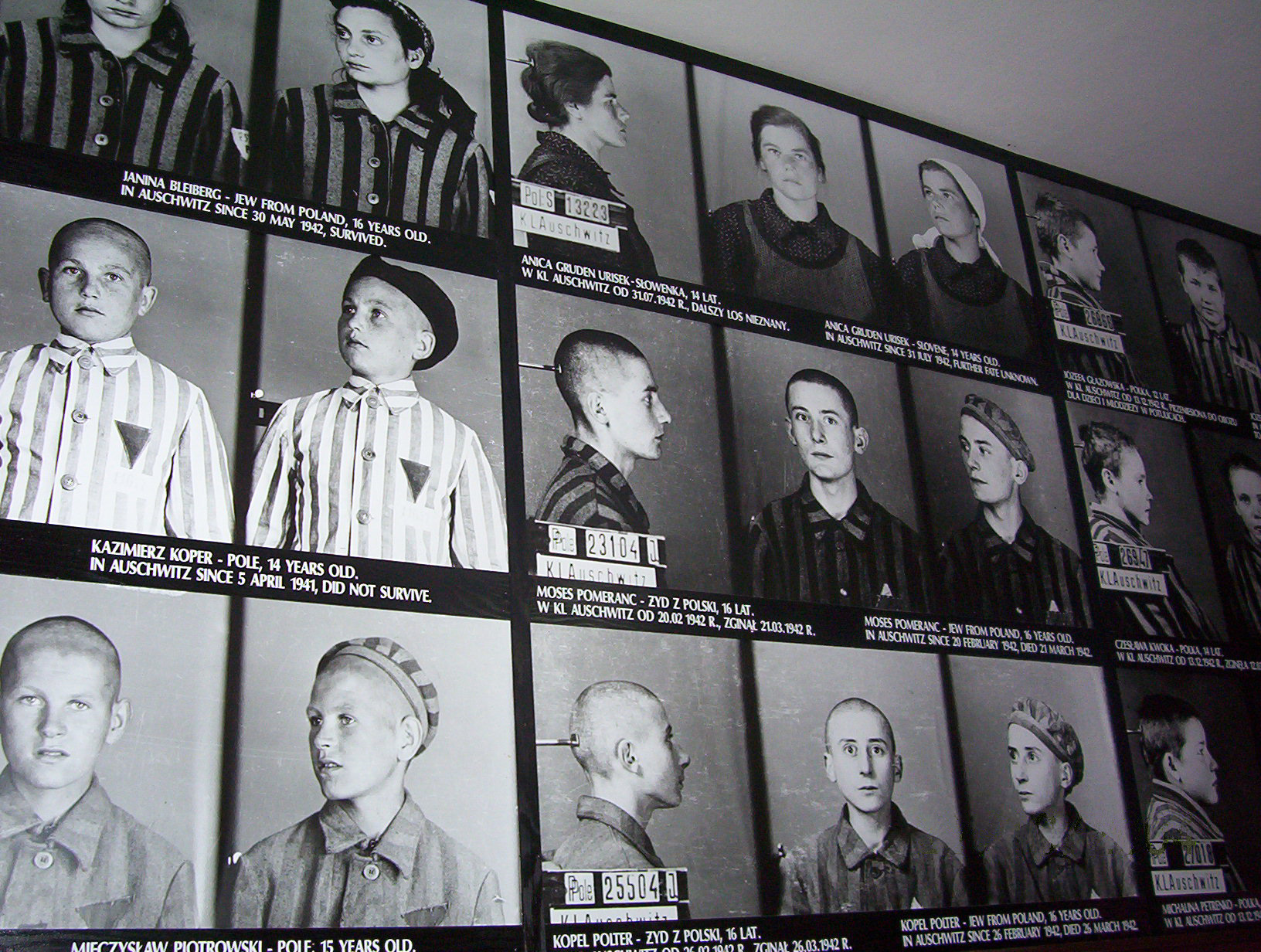
Koncentrační tábor Auschwitz-Birkenau